# Tarmo Saks
Tarmo Saks (* 6. November 1975 in Tallinn) ist ein ehemaliger estnischer Fußballspieler. Der Stürmer spielte in seiner Karriere fünfmal für die Estnische Nationalmannschaft.

## Karriere

### Verein
Tarmo Saks begann seine Laufbahn zunächst in der estnischen Hauptstadt bei Norma und Flora. Über diese Stationen kam er 1995 nach Pärnu, wo er zunächst für den JK Pärnu Tervis und für den nach Namensänderung als Lelle SK antretenden Verein spielte. In der Saison 1998 spielte er für eine kurze Unterbrechung beim JK Tulevik Viljandi. Im Jahr 2000 beendete er vorzeitig im Alter von 25 Jahren seine Karriere beim FC Kuressaare. Von 2005 bis 2011 spielte er nochmals Fußball in der vierten estnischen Liga für die Universitätsmannschaft der International University Audentes bekannt als FC Concordia Audentes Tallinn.

### Nationalmannschaft
Tarmo Saks kam zu seinem ersten von fünf Länderspielen für Estland im Juli 1994 während des Baltic Cups 1994 gegen Litauen, nachdem er für Ivan O’Konnel-Bronin eingewechselt wurde. Es folgten bis 1997 vier weitere Einsätze in der Auswahl darunter drei Partien im Baltic Cup, bei denen der Stürmer Torlos blieb.